# Stefano Bollani
Stefano Bollani (* 5. Dezember 1972 in Mailand) ist ein italienischer Musiker (Piano, Gesang, Komposition), der hauptsächlich im Bereich des Jazz aufgetreten ist und auch als Schriftsteller und Moderator tätig ist.
Er hat mit zahlreichen Jazzmusikern aus der ganzen Welt zusammengearbeitet  und mehr als 15 Alben mit dem Trompeter Enrico Rava eingespielt. Im klassischen Bereich hat er mit verschiedenen bekannten Sinfonieorchestern  und bekannten Dirigenten konzertiert. Des Weiteren hat er mit vielen italienischen Pop-Rock-Künstlern gespielt und ist Gast oder Moderator bei etlichen Radio- und TV-Shows gewesen. Bisher (2017) hat er 49 eigene Alben (davon 31 Studioalben) veröffentlicht und zahlreiche weitere Tonträger mit anderen Künstlern eingespielt.

## Leben und Wirken

### Die frühen Jahre
Bollani wuchs in Florenz auf und erhielt seit seinem 6. Lebensjahr Klavierunterricht. Bereits mit 15 Jahren hatte er erste Auftritte als professioneller Pianist. 1993 schloss er sein Studium am Konservatorium „Luigi Cherubini“ in Florenz bei Antonio Caggiula ab. Nach einem kurzen Intermezzo in der italienischen Popmusik und Mitwirkung in der Pop-Rock-Band La Forma wandte er sich Mitte der 1990er Jahre dem Jazz zu.

### Die 1990er Jahre
Von großer Bedeutung war für ihn das Treffen mit Enrico Rava, mit dem er seit 1996 immer wieder zusammenarbeitet. Gemeinsam gaben sie weltweit zahlreiche Konzerte und nahmen mehr als 15 CDs auf (u. a. Certi angoli segreti, 1998, Rava Plays Rava und Shades of Chet, 1999). Außerdem begann er, regelmäßig mit einigen der bedeutendsten italienischen Jazzmusiker zu spielen: Paolo Fresu, Roberto Gatto und Enzo Pietropaoli.
1998 veröffentlichte er zusammen mit dem Liedermacher Massimo Altomare sein erstes Album Gnòsi delle fànfole über Gedichte von Fosco Maraini. Im selben Jahr wirkte er mit bei TenderLee for Chet – die erste seiner zahlreichen Zusammenarbeiten mit dem US-amerikanischen Saxophonisten Lee Konitz – und gewann den Preis Konservatorium „Luigi Cherubini“ „Bestes Nachwuchstalent“ des italienischen Jazzmagazins Musica Jazz. Im Jahr darauf veröffentlichte er zwei neue CDs: Mambo italiano, aufgenommen mit dem Kontrabassisten Ares Tavolazzi, einem seiner bevorzugten Partner, sowie L’orchestra del Titanic mit der gleichnamigen Formation, der neben Bollani auch Antonello Salis, Riccardo Onori, Raffaello Pareti und Walter Paoli angehörten. Darüber hinaus ist er gemeinsam mit Solisten des Orchestra della Toscana auf dem Album Passatori des französischen Akkordeon-Spielers Richard Galliano zu hören und begleitete die Sängerin Barbara Casini.

### Die 2000er Jahre
In den ersten Jahren des 21. Jahrhunderts arbeitete er mit zahlreichen Künstlern aus dem Jazz-Bereich zusammen, aber auch mit italienischen Popmusikern, darunter Elio, Irene Grandi, Marco Parente, Peppe Servillo, Bobo Rondelli, Banda Osiris, Bandabardò, Massimo Ranieri. Auch die Zusammenarbeit mit Enrico Rava wurde fortgeführt. Gemeinsam veröffentlichten sie u. a. Montréal Diary/B (2001), Tati (2005, Grand Prix de l’Académie du Jazz für das beste Jazz-Album des Jahres), The Third Man (2007) und New York Days (2009). Außerdem wirkte Bollani auf verschiedenen anderen CDs mit und tourte weltweit mit Musikern wie Gianni Basso, Gianluca Petrella, John Abercrombie, Jeff Ballard, Larry Grenadier, Paul Motian, Mark Turner, Phil Woods, Gato Barbieri und Pat Metheny. 2003 gab es zwei bemerkenswerte Zusammenarbeiten: mit der russischen Sängerin Sainkho Namtchylak (Who Stole the Sky?), und mit Hector Zazou, der Bollani einlud, auf dem Album Strong Currents mitzuwirken (zu den anderen Gaststars gehörten u. a. Laurie Anderson, Jane Birkin und Ryūichi Sakamoto).
Zwischen 2002 und 2006 spielte Bollani vier Alben für das französische Label Bleu ein. Er startete die Serie mit dem Album Les Fleurs bleues (2002), das vom gleichnamigen Roman von Raymond Queneau inspiriert, mit Scott Colley und Clarence Penn eingespielt wurde. 2003 folgte Småt Småt, das von dem englischen Magazin Mojo als eines der besten Alben des Jahres bezeichnet wurde. Im Jahr 2004 kam Concertone heraus, Bollanis erstes Album mit einem symphonischen, dem Orchestra della Toscana unter der Leitung von Paolo Silvestri; der Choreograph Mauro Bigonzetti schrieb zu dieser Musik ein Stück für das Stuttgarter Ballett. Im selben Jahr erhielt Bollani den New Star Award, den Preis des japanischen Magazins Swing Journal, der das erste Mal an einen nicht-US-amerikanischen Musiker verliehen wurde. 2006 schloss er die Serie mit I visionari ab. Das Album nahm er mit der gleichnamigen Band auf mit Mirko Guerrini, Nico Gori, Ferruccio Spinetti und Cristiano Calcagnile, und mit Gastbeiträgen von Mark Feldman, Paolo Fresu und seiner damaligen Frau Petra Magoni.
Zeitgleich veröffentlichte das japanische Jazz-Label Venus Records fünf Alben des „Stefano Bollani Trio“, einer Besetzung mit Ares Tavolazzi am Kontrabass und Walter Paoli am Schlagzeug: Black and Tan Fantasy (2002), Volare (2002), Falando de amor (2003), Ma l’amore no (2005) und I’m in the Mood for Love (2007). Parallel dazu begann Bollani eine intensive Zusammenarbeit mit dem Bassisten Jesper Bodilsen und dem Schlagzeuger Morten Lund. Gemeinsam bildeten sie das „Dänische Trio“. Innerhalb von drei Jahren erschienen bei dem Plattenlabel Stunt Mi ritorni in mente (2003), Close to You (2004, mit der dänischen Sängerin Katrine Madsen) und Gleda: Songs from Scandinavia (2005); 2009 erschien bei ECM Stone in the Water.
Von großer Bedeutung war die Veröffentlichung von Piano solo im Jahr 2006: Das Magazin Musica Jazz zeichnete es als bestes Album des Jahres aus und nominierte Bollani als italienischen Künstler des Jahres (eine Auszeichnung, die er 2010 dann auch erhielt). 2007 wagte sich Bollani in den Bereich der klassischen Musik. Gemeinsam mit der Filarmonica ’900 des Teatro Regio Turin unter der Leitung von Jan Latham-Koenig spielte er das Concert champêtre, Les Animaux modèles und die Improvisations 13 und 15 von Francis Poulenc ein. Einige Monate später erschien BollaniCarioca, was in Zusammenarbeit mit bedeutenden brasilianischen Künstlern entstanden war. Im Dezember 2007 spielte Bollani Klavier in einer Favela in Rio de Janeiro, was vor ihm nur Antônio Carlos Jobim getan hatte. Im selben Jahr gewann er den Hans-Koller-Preis als bester europäischer Musiker des Jahres und zählte laut dem amerikanischen Jazzmagazin All About Jazz neben Dave Brubeck, Ornette Coleman, Charles Mingus und Sonny Rollins zu den fünf bedeutendsten Musikern des Jahres.
In dieser Zeit arbeitete er erneut mit italienischen Popmusikern zusammen. Aber die bedeutendste Kollaboration gab es 2009, als er mit dem Jazzpianisten Chick Corea mit einem völlig neuen Duo-Programm durch verschiedene italienische Städte tourte. Daraus entstand das Live-Album Orvieto.

### 2010 bis heute
2010 wurde Bollani vom Berklee College of Music die Ehrendoktorwürde verliehen. Am 14. September desselben Jahres erschien die CD Rhapsody in Blue – Concerto in F. Auf diesem Album, das er gemeinsam mit dem Gewandhausorchester Leipzig unter der Leitung von Riccardo Chailly aufnahm, finden sich drei Werke von George Gershwin: Rhapsody in Blue (in der Version für Klavier und Jazzband von Paul Whiteman), Klavierkonzert in F-Dur für Klavier und Orchester und Rialto Ripples. Die CD landete sofort auf Platz 8 der Pop-Charts. Es war das erste Mal in Italien, dass ein Klassik-Album in den Top Ten vertreten war. Für das Album, von dem mehr als 70.000 Exemplare verkauft wurden, erhielt Bollani die Platin-Schallplatte.
2012 kam es zu einer erneuten Zusammenarbeit zwischen Bollani und dem Gewandhausorchester Leipzig unter Chailly. Gemeinsam nahmen sie das Album Sounds of the 30s auf einige Klassiker der 1930er Jahre: das Klavierkonzert in G-Dur von Maurice Ravel, der Tango von Igor Strawinsky, die Zuhälterballade von Kurt Weill aus der Dreigroschenoper, Surabaya Johnny von Weill aus der Komödie Happy End sowie die Suite aus Tausend und eine Nacht von Victor de Sabata.
Unter der Leitung von Chailly trat Bollani außerdem in Paris mit dem Orchestre de Paris und in Mailand mit der Filarmonica della Scala auf. Von dem Konzert in Mailand am 21. April 2012, das live in verschiedenen Kinosälen in fast 20 Ländern übertragen wurde, gibt es auch einen DVD-Mitschnitt (Live at La Scala, 2013) mit Stücken von Gershwin (Catfish Row, Ein Amerikaner in Paris, Klavierkonzert in F-Dur, Rialto Ripples), Scott Joplin (Maple Leaf Rag) und Joseph Kosma (Autumn Leaves).
Neben seiner Konzerttätigkeit mit verschiedenen Sinfonieorchestern unter der Leitung von namhaften Dirigenten wie Daniel Harding, Kristjan Järvi, Zubin Mehta, Gianandrea Noseda und Antonio Pappano nahm Bollani zahlreiche andere CDs auf: Big Band! mit der NDR Bigband, geleitet von dem norwegischen Saxophonisten Geir Lynse (2011, Echo Jazz-Preis), Irene Grandi & Stefano Bollani (2012) und O que serà (2013, mit Hamilton de Holanda) sowie Sheik Yer Zappa (2014), ein Tribut an Frank Zappa. Ebenfalls im Jahr 2014 nahm Bollani die Zusammenarbeit mit dem Dänischen Trio wieder auf und veröffentlichte Joy in Spite of Everything, auf dem auch Mark Turner und Bill Frisell mitwirkten. Das Album wurde von Musica Jazz zur besten CD des Jahres gewählt. Am 26. September erhielt Bollani eine wichtige internationale Auszeichnung: den JTI Trierer Jazz-Preis.
2015 erschien mit Arrivano gli alieni, das erste Album, auf dem Bollani als Liedermacher zu hören ist. 2016 folgten die Alben Live from Mars und das jüngste Projekt Napoli Trip. Unter der Begleitung von Daniele Sepe, Nico Gori, Manu Katché und Jan Bang, sowie mit Gästen wie Arve Henriksen, Audun Kleive und Hamilton de Holanda erwies Bollani der neapolitanischen Musik seine Ehre. Im selben Jahr wirkte er mit an der CD von Hamilton de Holanda Samba de chico und spielte im Stück Vai trabalhar vagabundo gemeinsam mit Chico Buarque. Neuere Alben von ihm sind Mediterraneano. Jazz at Berlin Philharmonic (2017), Piano Variations on Jesus Christ Superstar (2020) oder El Chakracanta (2021), das zwei klassische Konzerte für Klavier (mit dem Solisten Bollani) und Orchester enthält, die live eingespielt wurden.

## Weitere Projekte
Bollani hat verschiedene italienische Radio- und Fernsehprogramme geschrieben und geleitet, darunter z. B. Il Dottor Djembè (Rai Radio 3, 2006–2012), Sostiene Bollani (Rai 3, 2011 und 2013), L’importante è avere un piano (Rai 1, 2016), Via dei Matti nº0 (Rai 3, 2021–2022).
Für das Theater hat er nicht nur als musikalischer Darsteller, sondern auch als Komponist gearbeitet. In der Saison 2015/2016 brachte er u. a. das von ihm und Valentina Cenni geschriebene und geleitete Stück La regina Dada zur Aufführung.
Bollani hat verschiedene Bücher veröffentlicht, u. a. einen Roman (La sindrome di Brontolo, 2006) und drei Texte über die Musikwelt: L’America di Renato Carosone (2004), Parliamo di musica (2013) und Il monello, il guru, l’alchimista e altre storie di musicisti (2015).
Auch gibt es eine Disney-Comic-Figur namens Paperefano Bolletta, die an Bollani angelehnt ist und am 22. September 2009 zum ersten Mal in der italienischen Version des Micky Maus-Magazins (Topolino) erschien.

## Preise und Auszeichnungen

### Preise
- 1998: Bestes Nachwuchstalent (Jazzmagazin Musica Jazz)
- 2003: Premio Carosone
- 2004: New Star Award (Preis des japanischen Magazins Swing Journal für aufstrebende Talente aus dem Ausland)
- 2006: Italienischer Musiker des Jahres (Musica Jazz)
- 2006: Piano solo CD des Jahres (Musica Jazz)
- 2007: Hans-Koller-Preis
- 2007: Musiker des Jahres (amerikanisches Jazzmagazin All About Jazz)
- 2009: Paul Acket Award (North Sea Jazz Festival)
- 2010: Capri Global Artist Award
- 2010: Musiker des Jahres (Musica Jazz)
- 2011: Premio „Fiorentini nel mondo“
- 2011: Los Angeles Excellence Award
- 2012: Premio „Milano per la musica“
- 2013: ECHO-Jazz-Preis für Big Band! (CD des Jahres in der Kategorie "Big Band”)
- 2014: JTI Trierer Jazz-Preis
- 2014: Joy in Spite of Everything CD des Jahres (Musica Jazz)
- 2019 Premio Monini „Una finestra sui due mondi“
- 2021 Nastro d’Argento/Beste Filmmusik: Carosello Carosone
- 2021 Flaiano-Preis für Fernsehen: Via dei Matti nº0
- 2021 Tenco-Preis für Lebenswerk
- 2022 Soundtrack Stars Award, Kritikerpreis – Internationale Filmfestspiele von Venedig

### Auszeichnungen
- 2008: Silberne Banner der Region Toskana[25]
- 2010: Ehrendoktor in Jazzmusik (Berklee College of Music)
- 2016: Komtur des Verdienstordens der Italienischen Republik[26]
- Ehrenmitglied des Italienischen Collège de ’Pataphysique

## Diskografie (Auswahl)
- Gnòsi delle fanfole (Sonica, 1998)
- L’orchestra del Titanic (Via Veneto Jazz, 1999)
- Mambo italiano (Philology, 1999)
- The Macerata Concert (Philology, 2000)
- Abbassa la tua radio (Ermitage, 2000)
- Il cielo da quaggiù (Via Veneto Jazz, 2001)
- Black and Tan Fantasy (Venus, 2002)
- Les fleurs bleues (Label Bleu, 2002)
- Volare (Venus, 2002)
- Falando de amor (Venus, 2003)
- Mi ritorni in mente (Stunt, 2003)
- Småt Småt (Label Bleu, 2003)
- Concertone (Label Bleu, 2004)
- Ma l’amore no (Venus, 2004)
- Gleda (Stunt, 2005)
- I visionari (Label Bleu, 2006, Quintett)
- Piano solo (ECM, 2006)
- Francis Poulenc: Les Animaux modèles; Concert champêtre pour piano et orchestre; Improvisations 13, 15 (Avie, 2007)
- I’m in the Mood for Love (Venus, 2007)
- BollaniCarioca (Universal Music, 2008)
- Stone in the Water (ECM, 2009)
- Gershwin: Rhapsody in Blue, Concerto in F (Decca, 2010)
- Big Band! (Verve, 2011)
- Orvieto (ECM, 2011)[27]
- Sounds of the '30s (Decca, 2012)
- Irene Grandi & Stefano Bollani (Carosello, 2012)
- O que serà (ECM, 2013, mit Hamilton de Holanda)
- Joy in Spite of Everything (ECM, 2014, mit Bill Frisell und Mark Turner)[28]
- Sheik Yer Zappa (Decca, 2014)
- Arrivano gli alieni (Decca, 2015)
- Live from Mars (Gruppo Editoriale L’Espresso, 2016)
- Napoli Trip (Decca, 2016)
- Mediterraneo: Jazz at the Berlin Philharmonic (ACT, 2017)
- The Music of Sasha Argov: Live in Tel Aviv (Alobar, 2019)
- Piano Variations on Jesus Christ Superstar (Alobar, 2020)
- El Chakracanta: Live in Buenos Aires (Alobar, 2021, mit Orquesta Sin Fin)
- Via dei Matti nº0 (Sony Music, 2022, mit Valentina Cenni)

### Filmmusik
- Carosello Carosone (Universal, 2021) – Nastro d’Argento/Beste Filmmusik
- Il pataffio (BMG, 2022)
- Essere oro (Alobar, Vivo film, 2022)
- Marcel et Monsieur Pagnol (2025)